# トンガ海溝

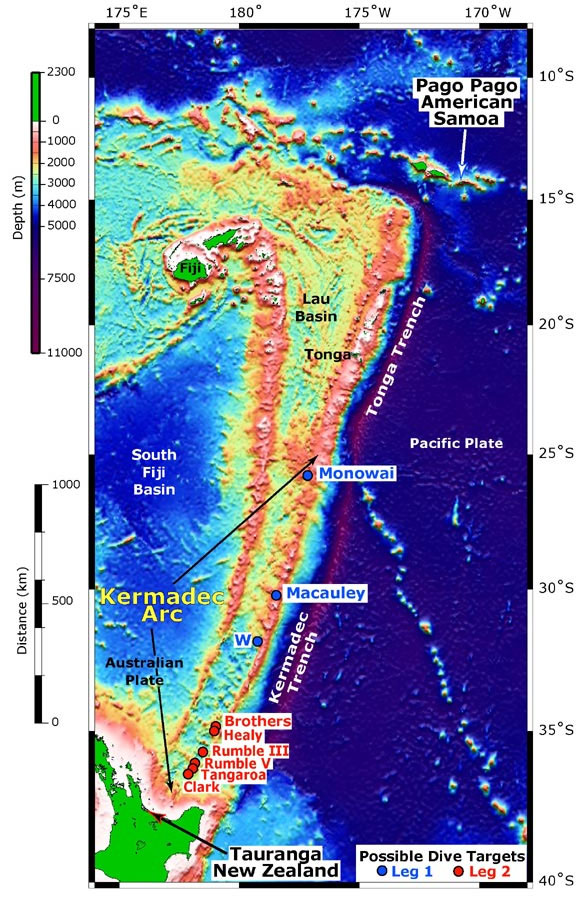

トンガ海溝（トンガかいこう、英: Tonga Trench）は、南太平洋・トンガ諸島の東にある海溝。サモア諸島の南西からトンガ諸島の東を経て、その南側に至る海溝であり、長さは約1,200km。主に北北東から南南西に伸びているが、北端部では北西-南東方向に湾曲している。南はケルマデック海溝に連なっている。
最深部は南緯23度15分30秒 西経174度43分36秒 / 南緯23.25833度 西経174.726667度にあるホライゾン海淵で、水深10,800 ± 10 mである。これは南半球では最も深く、また地球全体でもマリアナ海溝のチャレンジャー海淵に次いで深い。名称は、1952年にホライゾン海淵を発見したスクリップス海洋研究所の船「ホライゾン」に由来する。
インド・オーストラリアプレート（トンガプレート）と太平洋プレートの境界であり、太平洋プレートがオーストラリアプレート下に沈みこんでいる。太平洋プレートが700km以上の深さまで沈み込んでいるため、700kmを超える深さの深発地震が発生することもある。